# Сніг (фільм, 2008)
«Сніг» — дебютна стрічка боснійської режисерки Айди Бегич, прем'єра якої відбулась на Каннському кінофестивалі.

## Сюжет
1997 рік. У віддаленому боснійському селі залишились жінки, діти та старі люди. Усі чоловіки загинули під час Боснійської війни. Ельма — молода вдова, яка випікає та консервує варення, щоб заробити грошей. Та село дуже віддалене від міста, щоб знайти достатньо покупців. Вона просить водія Хамзу відвезти її товари в місто.
Раптово приїжджають представники сербської компанії, щоб викупити землю. Більшість мешканців погоджуються. Ельма сперечається. Жителі дізнаються про місце масового поховання дітей. Вони вирушають туди, щоб знайти залишки своїх рідних. Наступного дня Хамза приїздить за товаром і йде перший сніг.

## У ролях
| Актор                  | Роль    |
| ---------------------- | ------- |
| Зана Мар'янович        | Ельма   |
| Ясна Бері              | Надія   |
| Саджида Сетич          | Ясміна  |
| Весна Масич            | Софія   |
| Емір Хаджихафізбегович | дід     |
| Ірена Муламухич        | бабуся  |
| Єлена Кордич           | Сабріна |
| Мухамед Хаджович       | Хамза   |
| Альма Терзич           | Лейла   |

## Знімальна група
- Кінорежисер — Айда Бегич
- Сценаристи — Айда Бегич, Ельма Татарагич
- Кінопродюсери —Бенні Дрехсель, Карстен Штетер, Ельма Татарагич
- Композитор — Ігор Камо
- Кінооператор — Ерол Зубкевич
- Кіномонтаж — Міралем Зубкевич
- Художник-постановник — Ведран Хрустанович
- Артдиректор — Фарук Сабанович
- Художник по костюмах — Саня Дзеба[3].

## Сприйняття

### Критика
Фільм отримав позитивні відгуки. На сайті Rotten Tomatoes оцінка стрічки становить 67 % із середньою оцінкою 3,5/5 на основі 231 голосу від глядачів, Internet Movie Database — 7,2/10 (804 голосів).

### Номінації та нагороди
| Нагороди та номінації фільму «Сніг» | Нагороди та номінації фільму «Сніг»              | Нагороди та номінації фільму «Сніг»     | Нагороди та номінації фільму «Сніг» | Нагороди та номінації фільму «Сніг» | Нагороди та номінації фільму «Сніг» |
| Рік                                 | Кінофестиваль/кінопремія                         | Категорія/нагорода                      | Номінант                            | Результат                           |                                     |
| ----------------------------------- | ------------------------------------------------ | --------------------------------------- | ----------------------------------- | ----------------------------------- | ----------------------------------- |
| 2008                                | Каннський кінофестиваль                          | Гран-прі тижня критиків                 | Айда Бегич                          | Перемога                            |                                     |
| 2008                                | Каннський кінофестиваль                          | «Золота камера»                         | Айда Бегич                          | Номінація                           |                                     |
| 2008                                | Міжнародний кінофестиваль у Чикаго               | «Золотий Г'юго»                         | Айда Бегич                          | Номінація                           |                                     |
| 2008                                | Європейський кіноприз                            | Європейське відкриття року              | Айда Бегич                          | Номінація                           |                                     |
| 2008                                | Гамптонський міжнародний кінофестиваль           | Найкращий фільм                         | Mamafilm, Les Filmes d'Après-midi   | Перемога                            |                                     |
| 2008                                | Міжнародний кінофестиваль у Рейк'явіку           | Особлива згадка                         | «Сніг»                              | Перемога                            |                                     |
| 2008                                | Талліннський кінофестиваль «Темні ночі»          | Гран-прі                                | Айда Бегич                          | Номінація                           |                                     |
| 2008                                | Варшавський міжнародний кінофестиваль            | Змагання 1-2                            | Айда Бегич                          | Номінація                           |                                     |
| 2008                                | Міжнародний кінофестиваль у Салоніках            | Woman & Equality Award                  | Айда Бегич                          | Перемога                            |                                     |
| 2009                                | «Фаджр»                                          | Кришталевий Сімург за найкращу режисуру | Айда Бегич                          | Перемога                            |                                     |
| 2009                                | «Фаджр»                                          | Кришталевий Сімург за найкращий фільм   | Айда Бегич                          | Перемога                            |                                     |
| 2009                                | Нюрнберзький кінофестиваль «Туреччина-Німеччина» | Найкращий фільм                         | Айда Бегич                          | Номінація                           |                                     |